# Institut Namgyal de tibétologie

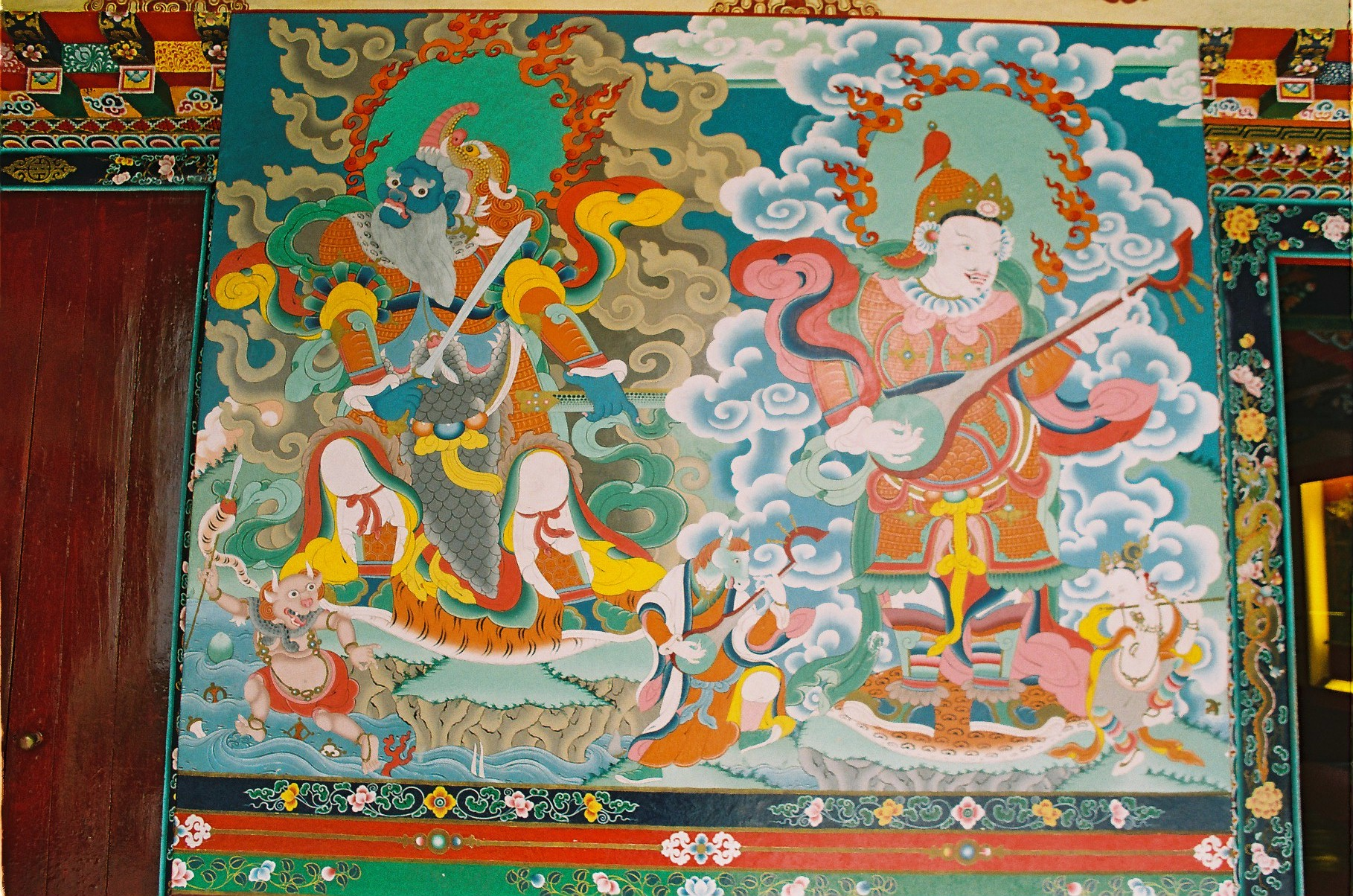
Un thangka (peinture sur tissu) de l'Institut Namgyal de tibétologie, à Gangtok

L'Institut Namgyal de tibétologie, ou musée de tibétologie de Gangtok, est un musée d'art tibétain situé à Gangtok, dans l'État du Sikkim, en Inde. Fondé le 1er octobre 1958, il contient une importante collection de statues, sanctuaires bouddhistes, icônes, tapisseries, masques et autres objets.
L'Institut Namgyal de tibétologie est spécialisé dans les recherches sur la langue et les traditions du Tibet, dont le bouddhisme tibétain. Sa bibliothèque comprend une collection d'œuvres d'art et de thangkas. Le jardin de l'Institut, inclus dans la forêt, abrite quelques variétés d'orchidées du Sikkim.

## Histoire
Le site de construction de l'institut a été donné par le Chogyal du Sikkim, sir Tashi Namgyal, en mémoire de son défunt fils, Paljor Namgyal. La première pierre est posée par le 14e dalaï-lama le 10 février 1957 et l'institut est inauguré officiellement par le Premier ministre de l'Inde, le Pandit Jawaharlal Nehru, le 1er octobre 1958.
En 2002, le directeur, Tashi Densapa, entreprend d'étendre l'institut, de restructurer son département de recherche et d'ouvrir ses portes à la collaboration internationale par la création de nouveaux programmes de recherche, de colloques, de séminaires, de bourses, de publications et de collaborations avec des chercheurs étrangers. Dans cet objectif, Tashi Densapa nomme Tashi Tsering, tibétologue de l'Institut Amnye Machen à Dharamsala, consultant, et Anna Balikci Denjongpa, PhD à Londres, coordinateur de la recherche.
En octobre 2008, Alex McKay préside le colloque du jubilé d'or de l'Institut Namgyal de tibétologie à Gangtok réunissant 60 universitaires, éducateurs, dignitaires et personnes intéressées dans le domaine des études bouddhiques himalayennes,.

## Liste de directeurs
- Nirmal C. Sinha est le directeur fondateur de l'institut.
- Rechung Rinpoché, qui participa aux études tibétaines à l'institut, en devint directeur jusqu'à sa retraite en 1994[3].
- Tashi Densapa est le directeur actuel[4].